# Kelsey Grammer
Kelsey Grammer este un actor american. 